# Liste des députés européens du Portugal de la 4e législature
 (février 2024).
Si vous disposez d'ouvrages ou d'articles de référence ou si vous connaissez des sites web de qualité traitant du thème abordé ici, merci de compléter l'article en donnant les références utiles à sa vérifiabilité et en les liant à la section « Notes et références ».
Cet article présente la liste des députés européens élus au Portugal pour la mandature 1994-1999, lors des élections européennes de 1994 au Portugal.
| Nom                      | Liste                      | Groupe parlementaire européen     |
| ------------------------ | -------------------------- | --------------------------------- |
| António Campos           | Parti socialiste           | PSE                               |
| António Capucho          | Parti social-démocrate     | ELDR (1994–1996) / PPE            |
| António Vitorino         | Parti socialiste           | PSE                               |
| Arlindo Cunha            | Parti social-démocrate     | ELDR (1994–1996) / PPE            |
| Carlos Candal            | Parti socialiste           | PSE                               |
| Carlos Lage              | Parti socialiste           | PSE                               |
| Carlos Coelho            | Parti social-démocrate     | ELDR (1994–1996) / PPE            |
| Carlos da Costa Neves    | Parti social-démocrate     | ELDR (1994–1996) / PPE            |
| Carlos Pimenta           | Parti social-démocrate     | ELDR (1994–1996) / PPE            |
| Celeste Cardona          | Parti populaire            | RDE (1994-1995) / UPE (1995-1999) |
| Elisa Maria Damião       | Parti socialiste           | PSE                               |
| Eurico de Melo           | Parti social-démocrate     | ELDR (1994–1996) / PPE            |
| Fernando Moniz           | Parti socialiste           | PSE                               |
| Francisco Lucas Pires    | Parti social-démocrate     | ELDR (1994–1996) / PPE            |
| Helena Torres Marques    | Parti socialiste           | PSE                               |
| Helena Vaz da Silva      | Parti social-démocrate     | ELDR (1994–1996) / PPE            |
| Honório Novo             | Parti communiste portugais | GUE, GUE/NGL                      |
| João Soares              | Parti socialiste           | PSE                               |
| Joaquim Miranda          | Parti communiste portugais | GUE, GUE/NGL                      |
| José Apolinário          | Parti socialiste           | PSE                               |
| José Barros Moura        | Parti socialiste           | PSE                               |
| José Girão Pereira       | Parti populaire            | RDE (1994-1995) / UPE (1995-1999) |
| José Manuel Torres Couto | Parti socialiste           | PSE                               |
| José Mendes Bota         | Parti social-démocrate     | ELDR (1994–1996) / PPE            |
| Luís Marinho             | Parti socialiste           | PSE                               |
| Luís Sá                  | Parti communiste portugais | GUE, GUE/NGL                      |
| Manuel Monteiro          | Parti populaire            | RDE (1994-1995) / UPE (1995-1999) |
| Manuel Porto             | Parti social-démocrate     | ELDR (1994–1996) / PPE            |
| Nélio Mendonça           | Parti social-démocrate     | ELDR (1994–1996) / PPE            |
| Rui Vieira               | Parti populaire            | RDE (1994-1995) / UPE (1995-1999) |